# Maruyama Yuichi
Maruyama Yuichi (丸山 祐市 Maruyama Yuichi, sinh ngày 16 tháng 6 năm 1989) là một cầu thủ bóng đá người Nhật Bản.

## Sự nghiệp
Sau quãng thời gian thi đấu với FC Tokyo và Shonan Bellmare, anh được triệu tập vào đội tuyển quốc gia Nhật Bản vào tháng 8 năm 2015.

## Sự nghiệp quốc tế
Maruyama được triệu tập một vài lần để tập luyện, nhưng chính thức anh được triệu tập lần đầu tiên ngày 26 tháng 5 năm 2016 để tham dự Cúp Kirin 2016.

## Thống kê câu lạc bộ
Cập nhật đến ngày 23 tháng 2 năm 2018.
| Thành tích câu lạc bộ | Thành tích câu lạc bộ | Thành tích câu lạc bộ | Giải vô địch | Giải vô địch | Cúp                   | Cúp                   | Cúp Liên đoàn | Cúp Liên đoàn | Châu lục | Châu lục  | Tổng cộng | Tổng cộng |
| Mùa giải              | Câu lạc bộ            | Giải vô địch          | Số trận      | Bàn thắng    | Số trận               | Bàn thắng             | Số trận       | Bàn thắng     | Số trận  | Bàn thắng | Số trận   | Bàn thắng |
| Nhật Bản              | Nhật Bản              | Nhật Bản              | Giải vô địch | Giải vô địch | Cúp Hoàng đế Nhật Bản | Cúp Hoàng đế Nhật Bản | J. League Cup | J. League Cup | AFC      | AFC       | Tổng cộng | Tổng cộng |
| --------------------- | --------------------- | --------------------- | ------------ | ------------ | --------------------- | --------------------- | ------------- | ------------- | -------- | --------- | --------- | --------- |
| 2012                  | FC Tokyo              | J1 League             | 3            | 0            | 1                     | 0                     | 2             | 0             | 1        | 0         | 7         | 0         |
| 2013                  | FC Tokyo              | J1 League             | 0            | 0            | 3                     | 0                     | 1             | 0             | -        | -         | 4         | 0         |
| 2014                  | Shonan Bellmare       | J2 League             | 41           | 2            | 2                     | 1                     | -             | -             | -        | -         | 43        | 3         |
| 2015                  | FC Tokyo              | J1 League             | 20           | 0            | 1                     | 0                     | 6             | 0             | -        | -         | 27        | 0         |
| 2016                  | FC Tokyo              | J1 League             | 34           | 0            | 1                     | 0                     | 0             | 0             | 7        | 0         | 42        | 0         |
| 2016                  | U-23 FC Tokyo         | J3 League             | 1            | 0            | –                     | –                     | –             | –             | –        | –         | 1         | 0         |
| 2017                  | FC Tokyo              | J1 League             | 31           | 2            | 1                     | 0                     | 7             | 0             | -        | -         | 39        | 2         |
| Tổng                  | Tổng                  | Tổng                  | 129          | 4            | 9                     | 1                     | 16            | 0             | 8        | 0         | 163       | 5         |